# Paul Speiser (Politiker)
Paul Speiser (* 19. Juli 1877 in St. Pölten, Niederösterreich; † 8. November 1947 in Wien) war österreichischer sozialdemokratischer Politiker. Speiser war Abgeordneter zum Nationalrat, Mitglied des Bundesrates sowie Wiener Stadtrat und von 1945 bis 1947 Vizebürgermeister und Landeshauptmann-Stellvertreter von Wien.

## Leben

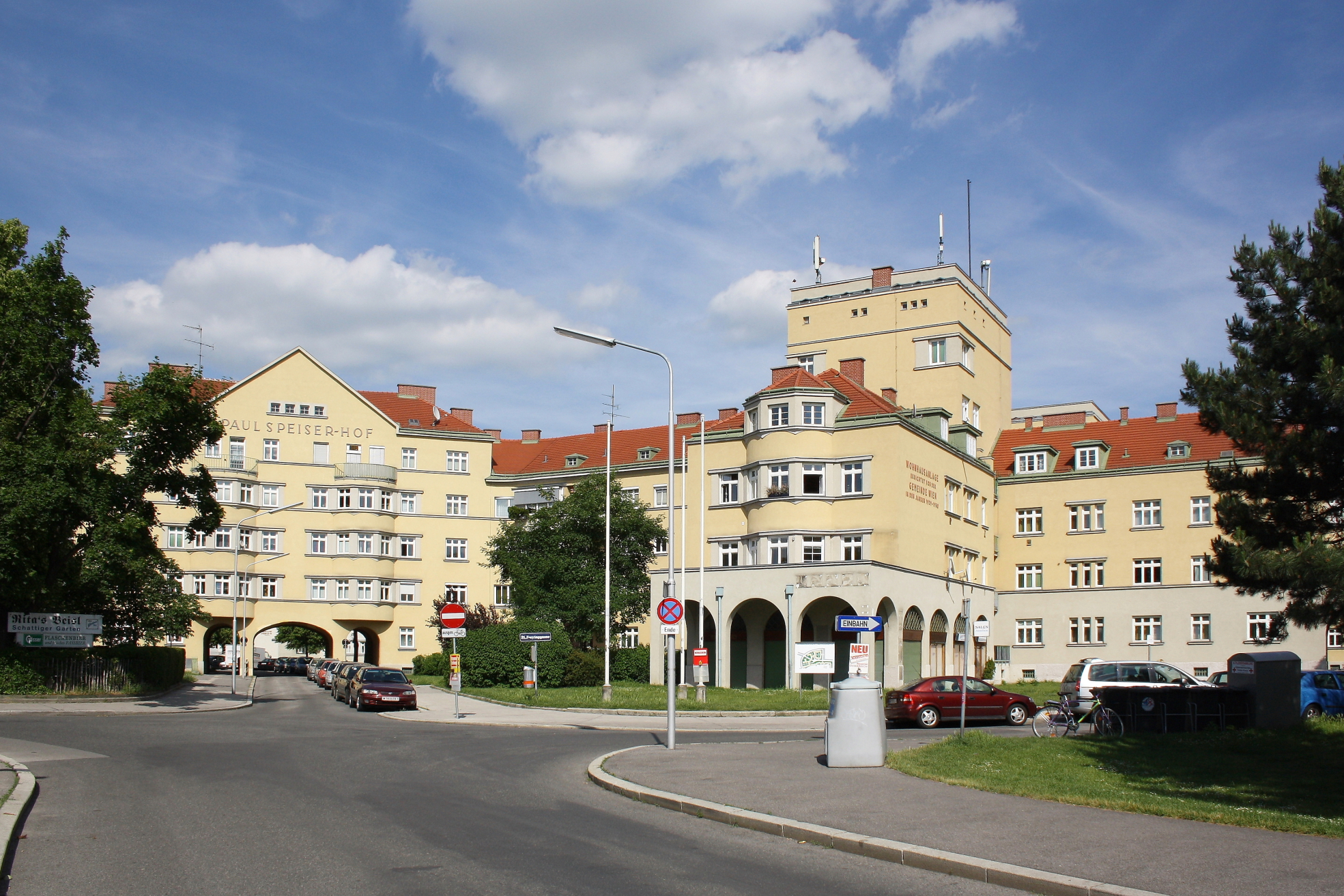
Paul-Speiser-Hof, Wien-Floridsdorf

Speiser wurde als Sohn eines Buchbindermeisters geboren und absolvierte nach der Volksschule und dem Gymnasium (Unterstufe) die Lehrerbildungsanstalt. Ab 1896 arbeitete Speiser als Unterlehrer im Schuldienst und knüpfte Kontakte zu sozialdemokratischen Lehrern um den Lehrervereinsobmann und späteren Abgeordneten Karl Seitz.
1901 wechselte Speiser zur Eisenbahnerunfallversicherung und war 1902 bis 1907 nebenberuflich als Redakteur der sozialdemokratischen Floridsdorfer Wochenzeitung „Der Volksbote“ aktiv. Von 1907 an war Speiser Sekretär des sozialdemokratischen Schulvereins „Freie Schule“, der 1922 mit den Kinderfreunden fusionierte.
Nach dem Ende des Ersten Weltkriegs wurde Speiser 1918 ins Zentralsekretariat der Sozialdemokratischen Arbeiterpartei berufen. Er war 1918 bis 1934 gewähltes Mitglied des Wiener Gemeinderates und von 1920 an dadurch auch Abgeordneter zum Wiener Landtag. 1919 wurde er in den 30-köpfigen Exekutivausschuss des Gemeinderates, den Stadtrat unter Bürgermeister Jakob Reumann, berufen. Von den sozialdemokratischen Gemeinderäten wurde er 1920 zum Amtsführenden Stadtrat für Personalangelegenheiten und Verwaltungsreform gewählt.
Speiser hatte diese Funktion auch unter Bürgermeister Karl Seitz bis zum Verbot der Sozialdemokratischen Arbeiterpartei am 12. Februar 1934 inne (siehe Landesregierung und Stadtsenat Seitz I bis Seitz III). Er war 1933/34 auch Obmann der Kinderfreunde.
Vom 1. Dezember 1920 bis zum 20. Mai 1927 war Speiser zudem, vom Wiener Gemeinderat gewählt, Mitglied des Bundesrates, der zweiten Kammer des Parlaments.
Am 12. Februar 1934, als der Bürgerkrieg ausbrach, wurde Speiser im Wiener Rathaus verhaftet und mehrere Wochen im Anhaltelager Wöllersdorf inhaftiert. 1944 wurde er trotz einer schweren Erkrankung von den Nationalsozialisten verhaftet.
Nach dem Zweiten Weltkrieg gehörte Speiser ab April 1945 unter Bürgermeister Theodor Körner wieder Landesregierung und Stadtsenat an und übernahm als amtsführender Stadtrat das Ressort für Städtische Unternehmungen. Speiser, der am 31. Juli 1945 auch zum Wiener Vizebürgermeister und Landeshauptmann-Stellvertreter gewählt worden war, gehörte ab dem 19. Dezember 1945 auch dem Nationalrat an.

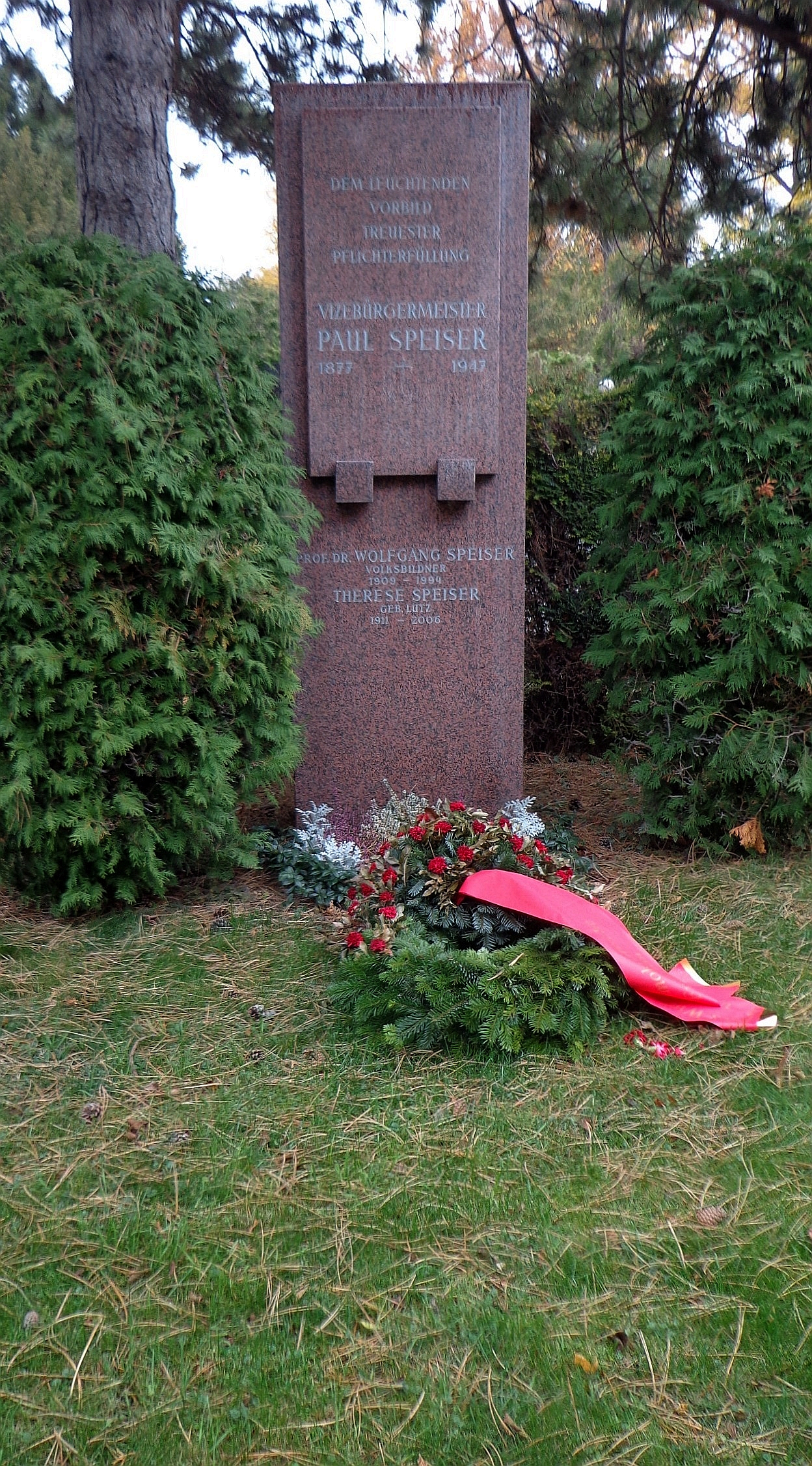
Wiener Zentralfriedhof – Ehrengrab von Paul und Wolfgang Speiser

Am 13. Dezember 1945 wurde er wieder als Mitglied des Gemeinderats und Abgeordneter zum Wiener Landtag angelobt. Zudem war Speiser ab 1945 Obmann der Wiener SPÖ und stellvertretender Bundesparteivorsitzender und stand den Kinderfreunden, wie schon 1933/34, 1945/46 als Obmann vor. (Danach wurde er zum Ehrenvorsitzenden ernannt.)
Am 14. Februar 1946 wechselte er das Ressort und übernahm als Stadtrat erneut die Verwaltungsgruppe für Personalangelegenheiten, Verwaltungs- und Betriebsreform. Speiser wurde am 21. Juli 1947 ehrenhalber zum Bürger der Stadt Wien ernannt.
Speiser hatte seine öffentlichen Funktionen bis zu seinem Tod am 8. November 1947 inne. Er wurde auf dem Wiener Zentralfriedhof in einem Ehrengrab (Gruppe 14C, Nr. 14) bestattet.
1948 wurde die 1929 erbaute kommunale Wohnhausanlage in der Franklinstraße 20 und der Freytaggasse 1–9 und 2–14 (21. Bezirk; Architekten Ernst Lichtblau und Hans Glaser) Paul-Speiser-Hof benannt.
Speiser war verheiratet und Vater von Rechtsanwalt Wolfgang Speiser, der u. a. Direktor der Wiener Urania wurde.